# Kamienica Cieszkowskiego 14 w Bydgoszczy
Kamienica Cieszkowskiego 14 w Bydgoszczy – zabytkowa kamienica w Bydgoszczy.

## Położenie
Budynek znajduje się w północnej pierzei ul. Cieszkowskiego w jej środkowej części.

## Historia
Kamienica powstała w 1899 roku według projektu architekta Karla Bergnera na zlecenie krawca Wilhelma Brzęczkowskiego. Prace budowlane prowadziła firma Paula Malinowskiego z Bydgoszczy, a ich koszt wyniósł ok. 30 tys. marek.
Od 1900 r. właścicielem budynku został rentier Albin Confeld, a następnie m.in. fabrykant Adolf Kolwitz, Kazimierz Mazgaj, a od 1939 roku Albin Wojewódzki i jego spadkobiercy.

## Architektura
Czterokondygnacyjny budynek z poddaszem mieszkalnym założony jest na planie wieloboku ze skrzydłem oficyny mieszkalnej. Elewacja frontowa wzbogacona jest wykuszem zwieńczonym trójkątnym szczytem. W połaci dachu występuje rząd facjat krytych ostrosłupowymi hełmami.
Budynek prezentuje styl eklektyczny z użyciem elementów neomanierystycznych.